# Cartonema
Cartonema é um género botânico pertencente à família Commelinaceae.

## Espécies
- Cartonema baileyi
- Cartonema brachyantherum
- Cartonema parviflorum
- Cartonema philydroides
- Cartonema spicatum
- Cartonema tenue
- Cartonema trigonospermum

1. ↑  «Cartonema — World Flora Online». www.worldfloraonline.org. Consultado em 19 de agosto de 2020